# Erbessus
|  | Per a altres significats, vegeu «Erbessos». |

Erbessus o Herbessus va ser una fortalesa prop d'Agrigent, construïda pels romans durant el setge de la ciutat l'any 262 aC com a lloc on depositaven les provisions i els equips militars.
Cap a la fase la fase final del setge la va ocupar el general cartaginès Hannó que va tallar així els subministraments romans. Però caiguda Agrigent els cartaginesos no la van poder conservar i la van evacuar. Els habitants també van marxar per por a les represàlies. L'emplaçament exacte no es coneix, però se suposa que era al curs superior del riu Halycos.